# Robb Kulin
Robb Michael Kulin (né le 7 décembre 1983) est un ingénieur aérospatial américain, entrepreneur et ancien candidat astronaute de la NASA. Il était membre du Groupe d'astronautes 22 de la NASA mais a démissionné avant de terminer sa formation d'astronaute,,.

## Vie personnelle
Robb Kulin est né et a grandi à Anchorage, en Alaska.

## Formation
Il a étudié le génie mécanique en tant que premier cycle à l'Université de Denver, a obtenu une maîtrise en science des matériaux et un PhD en ingénierie, tous deux à l'Université de Californie à San Diego. Pour ses études de doctorat, il s'est concentré sur la fracture osseuse dynamique. Avant de commencer le programme de doctorat, Kulin était un membre du programme Fulbright pendant un an au Politecnico di Milano.

## Carrière
Il a travaillé comme pêcheur commercial à Chignik, en Alaska, et était auparavant foreur de glace en Antarctique sur l'inlandsis Ouest-Antarctique et le glacier Taylor.
Au moment de sa sélection comme candidat astronaute en juin 2017, Kulin était senior manager pour la fiabilité des vols chez SpaceX, dirigeant le groupe Launch Chief Engineering à Hawthorne, en Californie, où il travaillait depuis 2011,,.
En août 2018, Kulin est devenu le premier candidat astronaute de la NASA, en cinquante ans, à démissionner avant de terminer le programme de formation initiale. Il a cité des « raisons personnelles » pour démissionner du programme.
Kulin a rejoint Firefly Aerospace en avril 2019 en tant que directeur de l'ingénierie pour son petit lanceur Alpha.